# Greendale (Australia)
Greendale – miasto w Australii, w stanie Wiktoria.